# Трехденево (Дмитровский городской округ)
Трехденево — деревня в Дмитровском районе Московской области, в составе Сельского поселения Большерогачёвское. Население — 28 чел. (2010). До 2006 года Трехденево входило в состав Покровского сельского округа.

## Расположение
Деревня расположена в западной части района, примерно в 26 км западнее Дмитрова, на правом берегу реки Лбовки (левый приток Сестры), высота центра над уровнем моря 145 м. Ближайшие населённые пункты — Рогачёво на востоке, Безбородово и Софрыгино на севере, Богданово на западе и Копылово на юго-западе. Через деревню проходит автодорога А108 (Московское большое кольцо).

## Население
| 2002 | 2006 | 2010 |
| ---- | ---- | ---- |
| 32   | →32  | ↘28  |